# Moshe Kol
Moshe Kol (en hebreo: משה קול‎), (nacido Moshe Kolodny el 28 de mayo de 1911-7 de julio de 1989) fue un activista sionista y político israelí y uno de los firmantes de la Declaración de Independencia de Israel .

## Biografía
Moshe Kolodny (más tarde Kol) nació en Pinsk en el Imperio Ruso (actual Bielorrusia). Estudió en una escuela secundaria hebrea (jeder) en su ciudad natal, y fue uno de los fundadores del movimiento juvenil HaOved HaTzioni en Polonia.
Emigró a Eretz Israel en 1932 y se unió al Kibutz Hamefales en Kfar Saba, que estaba asociado con HaOved HaTzioni. Se unió al sindicato Histadrut, sirviendo como miembro de su ejecutivo entre 1941 y 1946, y también formó parte de la junta directiva de la Agencia Judía para la Tierra de Israel, donde dirigió el departamento de Aliya Juvenil.
El 15 de mayo de 1948, Kol fue una de las personas que firmó la Declaración de Independencia de Israel y se convirtió en miembro del Consejo de Estado Provisional. También fue uno de los fundadores del Partido Progresista.
En julio de 1951 fue elegido miembro de la Knesset, pero renunció seis semanas después. Regresó a la Knesset después de las elecciones de 1959, y poco después se convirtió en diputado del Partido Liberal cuando se formó mediante la fusión del Partido Progresista y   Sionistas Generales. Después de conservar su escaño en las elecciones de 1961, Kol formó parte de un grupo de miembros del Partido Progresista en gran parte que se separó del Partido Liberal para formar los Liberales Independientes en protesta por su inminente fusión con el Herut de Menajem Begin.
Después de las elecciones de 1965, los Liberales Independientes se unieron a la coalición de Levi Eshkol y Kol fue nombrado Ministro de Turismo y Ministro de Desarrollo. De acuerdo con la política del partido, renunció a la Knesset al ser nombrado miembro del gabinete. Después de las elecciones de 1969 y 1973, Kol fue nuevamente nombrado Ministro de Turismo y nuevamente dejó vacante su escaño en la Knesset.
Perdió su lugar en la Knesset en las elecciones de 1977 cuando el partido se redujo a un solo escaño. Después de dejar la Knesset, escribió varios libros sobre la sociedad israelí y los asuntos exteriores, y murió en 1989.

## Obras publicadas
- Revisión de Youth Aliyah (1961) (hebreo)
- Caminos en el sionismo y el liberalismo (1964) (hebreo)
- Caminos en educación y rehabilitación (1964) (hebreo)
- La lucha por el pluralismo religioso y cultural (1979) (hebreo)
- La lucha por la cooperación árabe-judía en Israel (1979) (hebreo)
- Pathways: Autobiographical Events (1981) (hebreo)
- Luchas y proyectos (1984) (hebreo)
- La guerra del Líbano y la situación en los territorios ocupados (1984) (hebreo)